# 꼬까울새

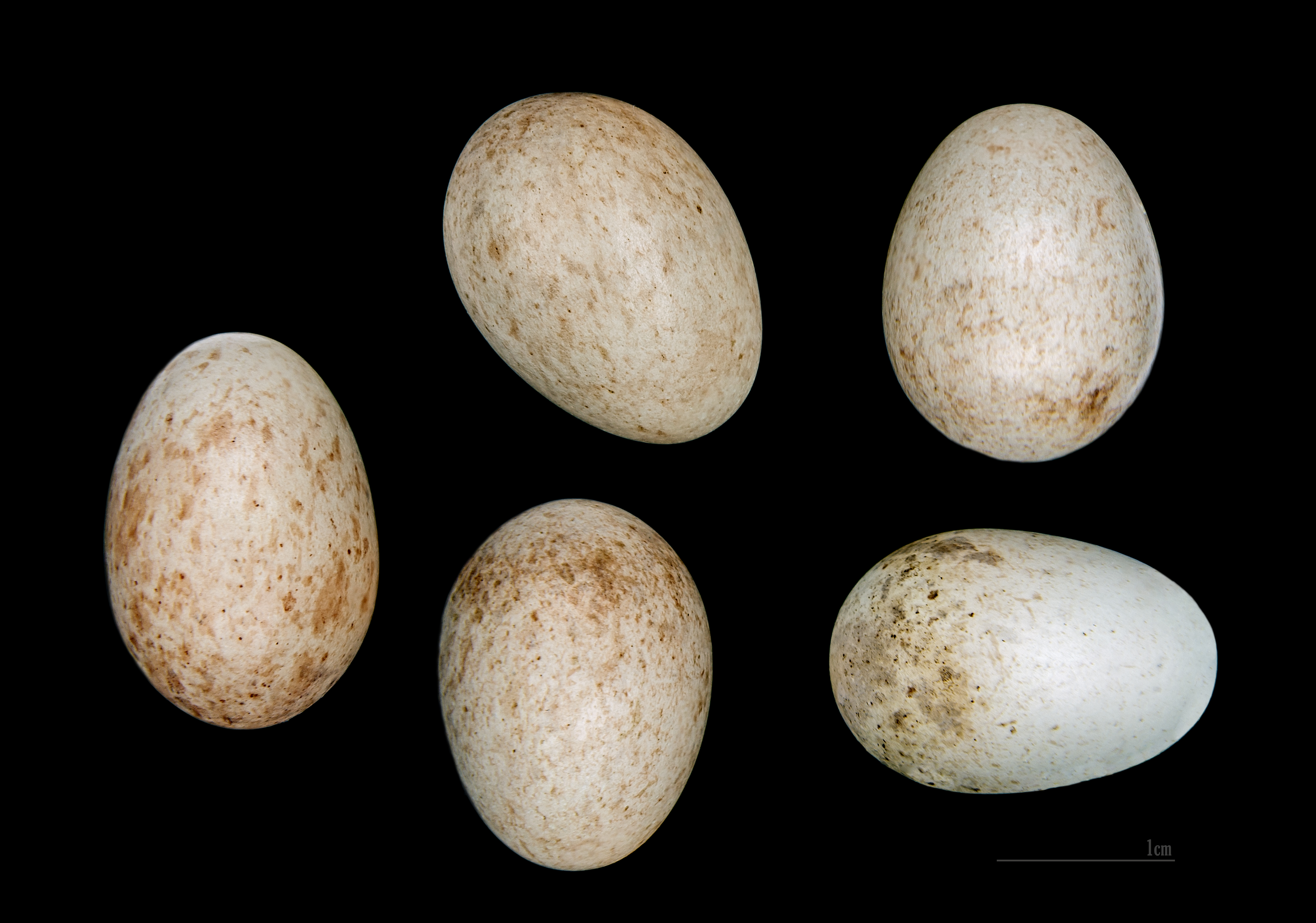
Erithacus rubecula

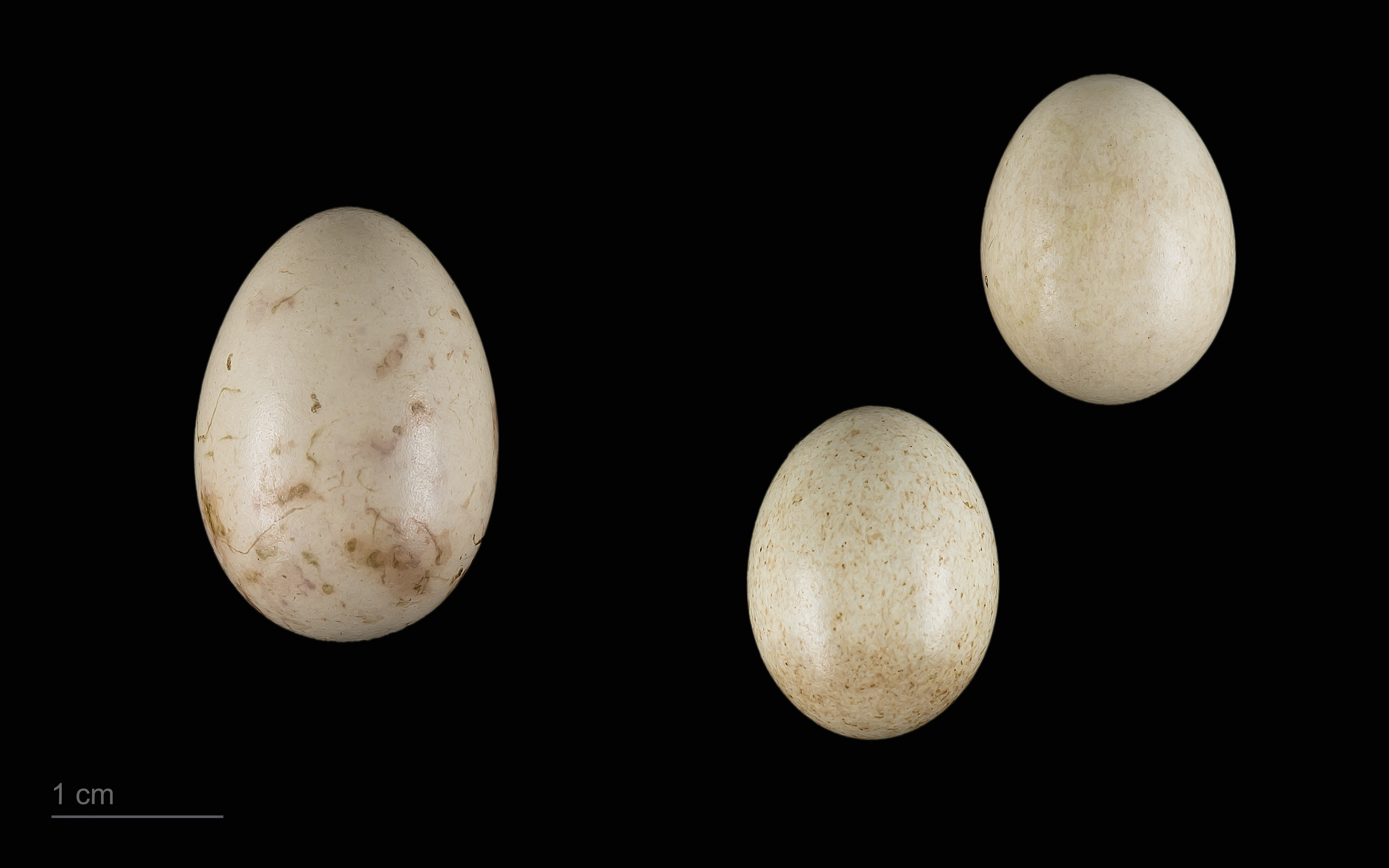
Cuculus canorus + Erithacus rubecula

꼬까울새(Erithacus rubecula)는 참새목, 솔딱새과에 속하는 조류이다. 꼬까울새속의 현존하는 유일종이다. 주 서식장소는 산지 숲과 인가 부근의 숲이며, 주 분포지는 유럽 지역이다. 또 동화 《비밀의 화원》에서 주인공 메리의 친구로 나온다.

## 생김새
길이는 약14고 가슴과 얼굴은 주홍, 배는 하양, 등은 회하늘색 또는 갈색이고, 다리는 적갈색이다.

## 영국의 국조
꼬까울새는 1960년대에 영국의 국조로 지정되었다.